# Lauri Viita
Lauri Arvi Viita, född 17 december 1916 i Birkala, död 22 december 1965 i Helsingfors, var en finländsk författare, ursprungligen snickare.
Viita växte upp i Pispala och gick några år i läroverk i Tammerfors. Som lyriker debuterade han med Betonimylläri 1947 och blev snart känd för sina smidiga och kraftiga rytmer; diktspråket var enkelt och fast, tonfallet ofta satiriskt. Hans huvudarbete, Moreeni (1950, svensk översättning Morän, 1965), en episk skildring av Pispala under kriget 1918, är en av efterkrigstidens stora romaner. År 1948 belönades han med Kalevi Jäntti-priset och 1956 med Aleksis Kivipriset.
Viita var en kraftfull, men splittrad personlighet, vilket även avspeglade sig i hans skaparregister; det var mångsidigt och nådde från vardagsnära ting till vida visioner. Han blev med tiden alltmera angripen av schizofreni och vistades mot slutet av sitt liv långa perioder på sjukhus. Han avled i sviterna av en bilolycka.
Viita var gift tre gånger, bland annat åren 1948–1956 med författaren Aila Meriluoto.